# Биберах (Баден)
Биберах (њем. Biberach) општина је у њемачкој савезној држави Баден-Виртемберг. Једно је од 51 општинског средишта округа Ортенау. Према процјени из 2010. у општини је живјело 3.382 становника. Посједује регионалну шифру (AGS) 8317011.

## Географски и демографски подаци
Биберах се налази у савезној држави Баден-Виртемберг у округу Ортенау. Општина се налази на надморској висини од 188 метара. Површина општине износи 22,4 km².

## Становништво
У самом мјесту је, према процјени из 2010. године, живјело 3.382 становника. Просјечна густина становништва износи 151 становника/km².